# عنکبوت‌های دریچه‌ساز درختی
عنکبوت‌های دریچه‌ساز درختی (نام علمی: Migidae) نام یک تیره از راسته عنکبوت است.